# Telopora lobata
Telopora lobata is een mosdiertjessoort uit de familie van de Cerioporidae. De wetenschappelijke naam van de soort is voor het eerst geldig gepubliceerd in 1880 door Tenison-Woods.